# Tiago Mendes
Tiago, właśc. Tiago Cardoso Mendes (wym. [tiˈaɣu]; ur. 2 maja 1981 roku w Viana do Castelo) – portugalski trener, oraz piłkarz, podczas swojej kariery grający na pozycji pomocnika, reprezentant Portugalii, występował w takich klubach jak SC Braga, SL Benfica, Chelsea, Olympique Lyon, Juventus Turyn i Atlético Madryt. W Reprezentacji Portugalii zadebiutował w 2002 roku w meczu przeciwko Szkocji. Wystąpił na Mistrzostwach Świata 2006 w Niemczech. Jest żonaty z Barbarą i ma dwoje dzieci, Beatriz i Francesco.

## Kariera klubowa

### SC Braga
Tiago rozpoczynał karierę w rezerwach Bragi w sezonie 1999/2000. Przeszedł do pierwszego zespołu w następnym sezonie, pomagając klubowi w zajęciu czwartego miejsca w lidze i kwalifikacji do Pucharu UEFA.

### S.L. Benfica
Tiago przeszedł do Benfiki w grudniu 2001 roku; wyróżnił się tam w sezonie 2002/2003, strzelając 13 goli w lidze i odgrywając znaczącą rolę w drugiej połowie sezonu. Pomógł Benfice pokonać FC Porto w finale Pucharu Portugalii w sezonie 2003/2004 i tym samym uniemożliwił zdobycie przez Porto historycznej potrójnej korony.

### Chelsea F.C.
Tiago dołączył do Chelsea 20 lipca 2004 za 15 mln €, stając się szóstym nabytkiem José Mourinho w tamtym sezonie. Tiago przegapił pierwszy mecz Chelsea w sezonie 2004/2005, lecz niedługo po tym stał się ważnym elementem składu Mourinho, strzelając gola w swoim debiucie przeciwko Crystal Palace 24 sierpnia 2004 roku. Tiago zdobył także bramkę z dystansu w wygranym przez Chelsea 3-1 meczu z Manchesterem United 11 maja 2005 roku.
Był podstawowym zawodnikiem Chelsea w tym sezonie, opuszczając tylko cztery kolejki Premier League. Skończył sezon z 51 meczami i 4 golami we wszystkich rozgrywkach, wygrywając Premier League oraz Carling Cup.

### Olympique Lyon
Przyjście do klubu Michaela Essiena w sierpniu 2005 oznaczało dla Tiago, że jego występy w pierwszej jedenastce The Blues będą ograniczone. Portugalczyk nie czekał długo i za 10,1 mln euro odszedł do czołowego klubu Ligue 1 – Olympique Lyon, podpisując czteroletni kontrakt.
We Francji Tiago zazwyczaj grał w środku pola obok takich piłkarzy jak Juninho, Diarra i Malouda. Tiago zapisał się w historii Olympique’u, zdobywając 7 goli w 37 występach w pierwszym sezonie w ekipie sześciokrotnego mistrza Ligue 1. Najważniejsze dlań wydarzenia w tym sezonie to dwa gole strzelone PSV Eindhoven w Lidze Mistrzów dające Lyonowi awans do ćwierćfinału tych rozgrywek oraz strzelenie zwycięskiej bramki w meczu przeciwko Troyes AC dającej jego ekipie 5. z rzędu tytuł Mistrza Francji.
Po odejściu Diarry do Realu Madryt Tiago zaczął grać bardziej znaczącą role rolę w środku pola. Tym razem strzelił 6 bramek w 40 występach.

### Juventus F.C.
17 czerwca 2007 roku prezes Jean-Michel Aulas potwierdził, że odejście Tiago jest bardzo bliskie. 21 czerwca 2007 roku Portugalczyk oficjalnie dołączył do Juve za 13 mln euro. W pierwszym sezonie dla tego zespołu rozegrał 15 spotkań.

### Atlético Madryt

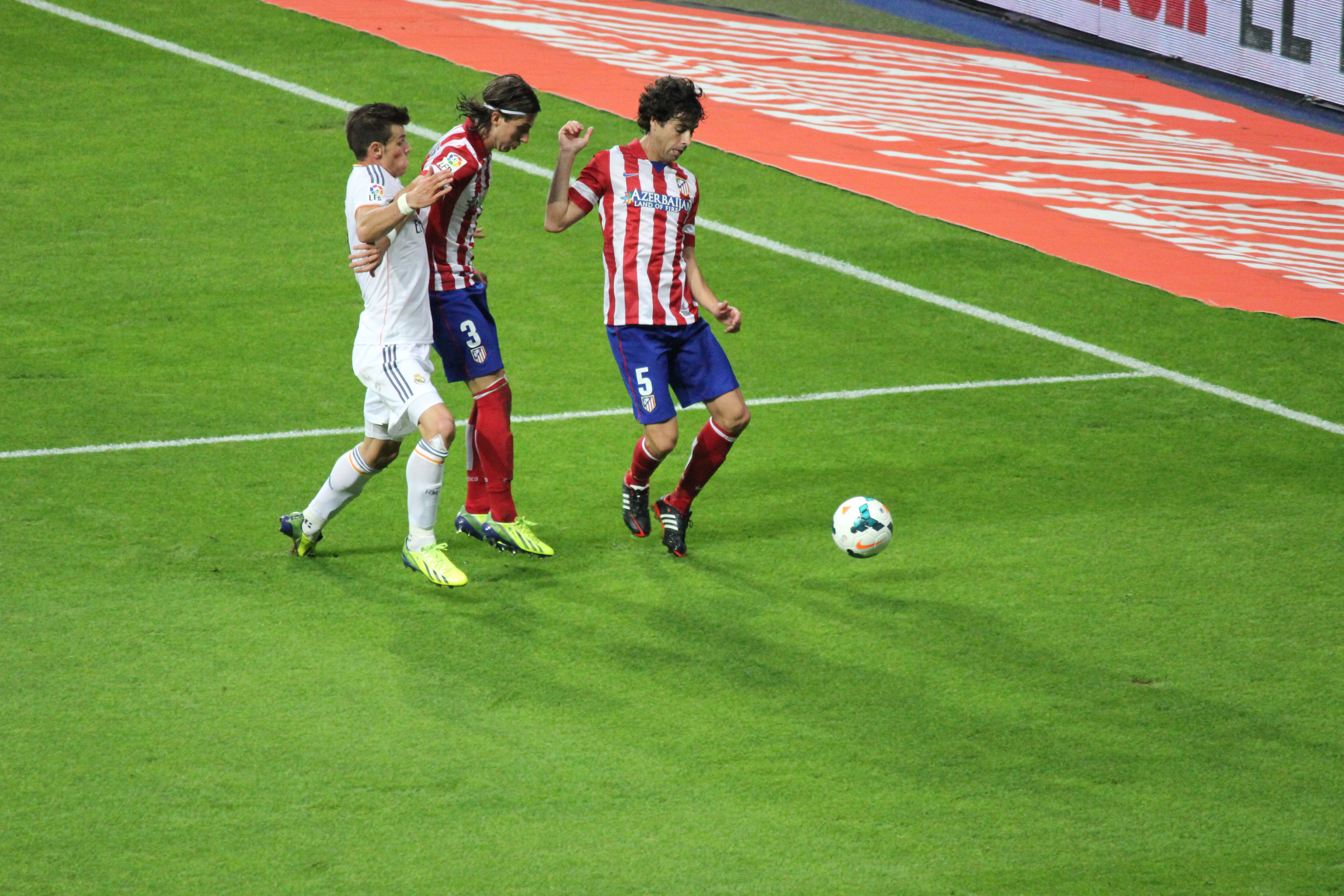
Tiago grający w Atletico.

8 stycznia 2010 roku Tiago został wypożyczony do Atlético Madryt. 16 sierpnia Tiago ponownie trafił do Atlético, tym razem na zasadzie rocznego wypożyczenia.
W sezonie 2013/14 razem z drużyną wygrał mistrzostwo La Liga. Dotarł także do finału Ligi Mistrzów, gdzie Atletico uległo Realowi Madryt 4-1. Sam piłkarz przyczynił się do tak dużego osiągnięcia przez Los Colchoneros.

## Kariera reprezentacyjna
Tiago, mający za sobą udaną karierę międzynarodową w zespołach młodzieżowych Portugalii, w listopadzie 2002 zadebiutował w seniorskiej reprezentacji w meczu towarzyskim przeciwko Szkocji, po którym zdobył miejsce w pierwszej jedenastce reprezentacji i został włączony do 23-osobowej kadry na Euro 2004.
Odgrywał znaczącą rolę w drużynie reprezentacji Portugalii, która zakwalifikowała się do Mistrzostw świata w 2006 roku. Zagrał w Niemczech pięć meczów i był ważnym zawodnikiem w ekipie Scolariego, która dotarła do półfinałów, gdzie ulegli Francuzom. Ostatecznie Portugalia zajęła na tych Mistrzostwach czwarte miejsce.
W marcu 2007 Tiago zdobył pierwszego gola w reprezentacji, kiedy to Portugalia podejmowała Serbów. Został wtedy wybrany piłkarzem meczu. W 2011 roku ogłosił zakończenie reprezentacyjnej kariery.

## Kariera trenerska
14 lipca 2017 roku Tiago został ogłoszony jako nowy członek sztabu szkoleniowego Atlético Madryt.

## Sukcesy
SL Benfica
Puchar Portugalii: 2003/2004
Chelsea F.C.
Mistrzostwo Anglii: 2004/2005
FA Cup: 2004/2005
Olympique Lyon
Mistrzostwo Francji: 2005/2006, 2006/2007
Puchar Francji: 2005/2006, 2006/2007
Atletico Madryt
La Liga 2013-14
Copa del Rey 2012-13

## Odznaczenia
- Oficer Orderu Infanta Henryka – 2004[3]

## Statystyki kariery
ostatnia aktualizacja: 28 maja 2017
| Klub            | Sezon     | Liga    | Liga | Puchar  | Puchar | Europa  | Europa | Całość  | Całość |
| Klub            | Sezon     | Występy | Gole | Występy | Gole   | Występy | Gole   | Występy | Gole   |
| --------------- | --------- | ------- | ---- | ------- | ------ | ------- | ------ | ------- | ------ |
| SC Braga        | 1999/2000 | 18      | 1    |         |        |         |        | 18      | 1      |
| SC Braga        | 2000/2001 | 27      | 0    |         |        |         |        | 27      | 0      |
| SC Braga        | 2001/2002 | 17      | 3    |         |        | 1       | 0      | 18      | 3      |
| SC Braga        | łącznie   | 62      | 4    | 0       | 0      | 1       | 0      | 63      | 4      |
| SL Benfica      | 2001/2002 | 15      | 1    |         |        |         |        | 15      | 1      |
| SL Benfica      | 2002/2003 | 31      | 13   |         |        |         |        | 31      | 13     |
| SL Benfica      | 2003/2004 | 29      | 5    |         |        | 8       | 1      | 37      | 6      |
| SL Benfica      | łącznie   | 75      | 19   | 0       | 0      | 8       | 1      | 83      | 20     |
| Chelsea         | 2004/2005 | 34      | 4    | 6       | 0      | 11      | 0      | 51      | 4      |
| Chelsea         | łącznie   | 34      | 4    | 6       | 0      | 11      | 0      | 51      | 4      |
| Olympique Lyon  | 2005/2006 | 29      | 5    | 3       | 0      | 8       | 2      | 40      | 7      |
| Olympique Lyon  | 2006/2007 | 27      | 4    | 5       | 0      | 8       | 2      | 40      | 6      |
| Olympique Lyon  | łącznie   | 56      | 9    | 8       | 0      | 16      | 4      | 80      | 13     |
| Juventus F.C.   | 2007/2008 | 20      | 0    | 3       | 0      |         |        | 23      | 0      |
| Juventus F.C.   | 2008/2009 | 15      | 0    | 2       | 0      | 3       | 0      | 20      | 0      |
| Juventus F.C.   | 2009/2010 | 7       | 0    |         |        | 3       | 0      | 10      | 0      |
| Juventus F.C.   | łącznie   | 42      | 0    | 5       | 0      | 6       | 0      | 53      | 0      |
| Atlético Madryt | 2009/2010 | 18      | 2    | 1       | 0      |         |        | 19      | 2      |
| Atlético Madryt | 2010/2011 | 31      | 4    | 1       | 0      | 6       | 1      | 38      | 5      |
| Atlético Madryt | 2011/2012 | 24      | 0    |         |        | 7       | 0      | 31      | 0      |
| Atlético Madryt | 2012/2013 | 22      | 2    | 3       | 0      | 5       | 0      | 30      | 2      |
| Atlético Madryt | 2013/2014 | 24      | 2    |         |        | 3       | 0      | 27      | 2      |
| Atlético Madryt | 2014/2015 | 31      | 5    | 1       | 0      | 4       | 0      | 36      | 5      |
| Atlético Madryt | 2015/2016 | 14      | 1    | 0       | 0      | 5       | 0      | 19      | 1      |
| Atlético Madryt | 2016/2017 | 12      | 1    | 0       | 0      | 3       | 0      | 15      | 1      |
| Atlético Madryt | łącznie   | 176     | 17   | 6       | 0      | 33      | 1      | 214     | 19     |
| Cała kariera    |           | 445     | 53   | 25      | 0      | 72      | 9      | 540     | 59     |